# St.-Kilian-Kirche (Udestedt)

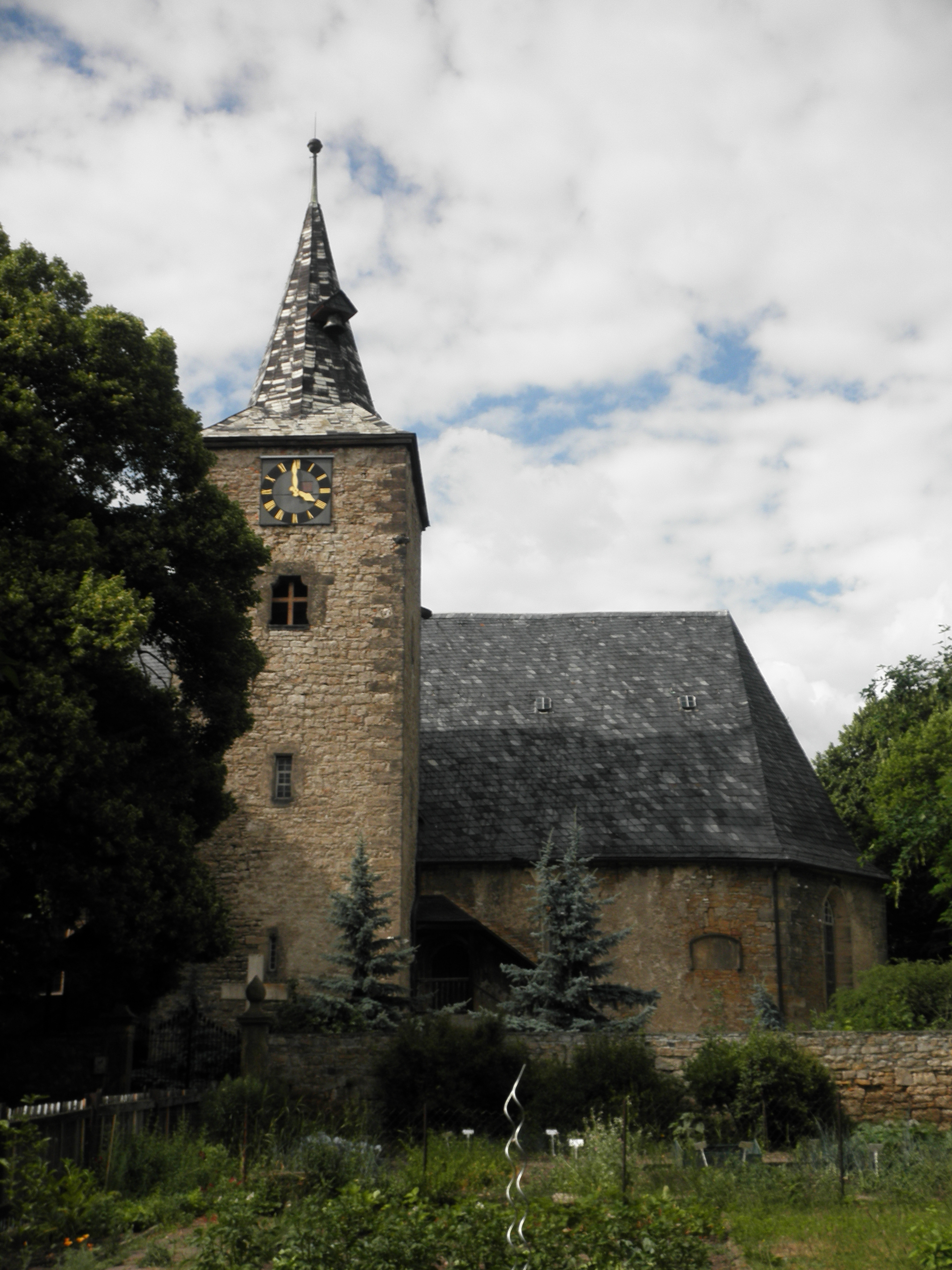
St.-Kilian-Kirche

Die denkmalgeschützte evangelisch-lutherische St.-Kilian-Kirche  steht in Udestedt, einer Gemeinde im Landkreis Sömmerda in Thüringen. Die Kirchengemeinde Udestedt gehört zum Pfarrbereich Schlossvippach-Udestedt im Kirchenkreis Apolda-Buttstädt der Evangelischen Kirche in Mitteldeutschland.

## Beschreibung
Die langgestreckte, aus Bruchsteinen errichtete Saalkirche hat einen dreiseitigen Abschluss des Chors. Der ursprünglich freistehende Kirchturm aus dem 14. Jahrhundert steht im Süden. Das Kirchenschiff wurde 1592/1594 neu gebaut. Es ist wie auch der Turm mit Ecksteinen versehen. Im Inneren wurde die Kirche 1928 verändert. 
Die Fenster im Turm sind von Vorhangbogen umrahmt. Im Turm hängen zwei Kirchenglocken, die 1560 von Eckhard von Breunswick und 1603 von Melchior Moeringk gegossen wurden. Bedeckt ist der Turm mit einem oktogonalen spitzen Helm.  Das Erd- und Obergeschoss des Turms sind kreuzgratgewölbt. Im Erdgeschoss steht ein spitzbogiges Sakramentshaus. Das Schiff hat spitzbogige Fenster sowie ein umlaufendes Kranz- bzw. Sockelgesims.
Der Innenraum hat umlaufende doppelte Emporen und ist mit einem verputzten Tonnengewölbe überspannt. Das Kirchengestühl, der Kanzelaltar und das Taufbecken sind um 1810 entstanden. Im Zentrum des Schreins eines Flügelaltars, entstanden um 1516, steht die Anbetung der Könige. Die Predella eines ehemaligen Altarretabels aus der 1. Hälfte des 18. Jahrhunderts ist erhalten geblieben. Sie zeigt eine Kreuzigungsgruppe, die Grablegung Christi und das Abendmahl Jesu. 1709 erhielt die Kirche eine Orgel des Orgelbauers Georg Christoph Stertzing. 1928 wurde eine neue Orgel mit 19 Registern, verteilt auf 2 Manuale und Pedal, von Jehmlich Orgelbau eingebaut.